# Gheorghe Berceanu
Gheorghe Berceanu (* 28. Dezember 1949 in Cârna, Kreis Dolj; † 30. August 2022 in Slatina) war ein rumänischer Ringer. 1972 wurde er Olympiasieger im Papiergewicht des griechisch-römischen Stils.

## Werdegang
Gheorghe Berceanu begann seine Ringerlaufbahn im Alter von 15 Jahren beim Sportclub Electroputere Craiova. Er war von Ilie Marinescu entdeckt worden, der auch sein erster Trainer wurde. Er konzentrierte sich dabei ganz auf den griechisch-römischen Stil. Da er relativ spät mit dem Ringen begonnen hatte, konnte er als Junior noch keine Erfolge bei den internationalen Nachwuchsmeisterschaften erzielen. Mit 18 Jahren hatte er aber bereits die nationale Spitze erreicht. Bei einer Größe von 1,50 Metern rang er bis 1968 im Fliegengewicht und nach Einführung des Papiergewichts im Jahre 1969 in dieser Gewichtsklasse. Das Papiergewicht hatte sein Gewichtslimit bei 48 kg Körpergewicht. Dieses Gewicht für jeden Wettkampf zu bringen, war oftmals mit großen Torturen verbunden. Gheorghe Berceanu schaffte dies aber bei allen internationalen Meisterschaften, an denen er teilnahm.
Die internationale Karriere von Gheorghe Berceanu begann bei den Balkan-Spielen 1968 in Constanța, wo er im Fliegengewicht den Titel vor dem Jugoslawen Zoltan Wachtler und Georgi Digisow aus Bulgarien gewann. Im März 1969 startete er bei der Weltmeisterschaft 1969 in Mar del Plata. Er besiegte dort in der neu eingeführten Gewichtsklasse Papiergewicht Baek Seung-hyun, Südkorea, Stefan Angelow, Bulgarien, Wladislaw Kustow, UdSSR und Rahim Aliabadi aus dem Iran und wurde damals erster Weltmeister in dieser Gewichtsklasse. Nach diesem Sieg wurde er vom rumänischen Ringerverband zu Steaua Bukarest delegiert. Er erhielt dort den Rang eines Leutnants, konnte sich aber weiterhin voll dem Ringen widmen. An der Europameisterschaft 1969 in Modena konnte er nicht teilnehmen, weil die damaligen sozialistischen Staaten, zu denen auch Rumänien gehörte, dort nicht an den Start gingen, weil sich der italienische Veranstalter weigerte, die Flagge der DDR zu hissen.
Sein nächster Start bei einer internationalen Meisterschaft war dann der bei der Europameisterschaft 1970 in Ost-Berlin. Er gewann auch dort den Titel mit Siegen über Erwin Drywa aus der Bundesrepublik Deutschland, Henrik Gál aus Ungarn, Todor Zankow aus Bulgarien, Bernard Szczepański aus Polen und Lorenzo Calafiore aus Italien. Im gleichen Jahr wurde er in Edmonton auch wieder Weltmeister im Papiergewicht. Dazu benötigte er Siege über Bernard Szczepański, Dale Kestel aus den Vereinigten Staaten, Baek Seung-hyun aus Südkorea, Monami Haruya aus Japan und Wladimir Subkow aus der UdSSR.
Im Jahre 1971 konnte Gheorghe Berceanu an keiner internationalen Meisterschaft teilnehmen. Erneut spielte dabei die Politik eine Rolle, denn der türkische Veranstalter sagte die in Istanbul vorgesehene Europameisterschaft kurzentschlossen ab, als sich erneut Schwierigkeiten mit dem Hissen der Flagge der DDR abzeichneten. Bei der Weltmeisterschaft dieses Jahres in Sofia konnte er wegen einer Verletzung nicht starten.
1972 ging seine Erfolgsserie aber weiter. Er wurde zunächst in Kattowitz wiederum Europameister im Papiergewicht. Dabei besiegte er in den entscheidenden Kämpfen Wladimir Subkow, Ferenc Seres aus Ungarn und Stefan Angelow aus Bulgarien. Den größten Erfolg seiner Laufbahn feierte Gheorghe Berceanu dann bei den Olympischen Spielen 1972 in München. Er wurde dort in überlegenem Stil Olympiasieger im Papiergewicht. Trotz eines Freiloses benötigte er dazu noch Siege über Bernd Drechsel aus der DDR, Lennart Svensson aus Schweden, Lorenzo Calafiore, Wladimir Subkow, den er sogar schulterte, Rahim Aliabadi aus dem Iran und Ferenc Seres.
Ab 1973 musste Gheorghe Berceanu die Startplätze bei den internationalen Meisterschaften mit Constantin Alexandru teilen, denn dieser war für ihn zu einem ernsthaften Konkurrenten auf die Spitzenposition im Papiergewicht in Rumänien herangewachsen. 1973 startete er deshalb nur bei der Europameisterschaft in Helsinki, wo er erneut den Titel im Papiergewicht gewann. Er siegte dabei über Ferenc Seres, Raimo Hirvonen aus Finnland und Wladimir Nezwetajew aus der Sowjetunion, gegen Pawel Christow aus Bulgarien rang er Unentschieden und konnte damit erstmals bei einer der großen internationalen Meisterschaften einen Kampf nicht gewinnen.
Im Jahre 1974 musste Gheorghe Berceano bei der Welt- und Europameisterschaft wegen einer Meniskus-Operation pausieren. 1975 konnte er aber wieder an der Weltmeisterschaft in Minsk teilnehmen. Er besiegte dort wieder vier schwere Gegner, Ferenc Seres, Aleksander Zajączkowski, Polen, Salih Bora aus der Türkei und Stefan Angelow. Im Endkampf verlor er aber gegen Wladimir Subkow und musste deshalb diesem den Titel überlassen.
Im Jahre 1976 schickte sich Gheorghe Berceanu an, in Montreal zum zweitenmale Olympiasieger zu werden. Allerdings wurde er in der Vorbereitungszeit durch eine Hepatitis-Erkrankung zurückgeworfen. Er genas von dieser Krankheit erst knapp vor dem Beginn des olympischen Ringerturnieres. Seine Vorbereitung auf dieses Turnier hatte durch diese Erkrankung natürlich gelitten. Trotzdem besiegte er in Montreal Stefan Angelow, Dietmar Hinz aus der DDR, Mitchell Kowasaki aus Kanada, Yoshite Moriwaki aus Japan und Aleksander Zajączkowski. Im Endkampf verlor er aber gegen den sowjetischen Starter Alexei Schumakow, der bei der sowjetischen Meisterschaft Wladimir Subkow entthront hatte, nach Punkten. Er gewann damit die olympische Silbermedaille.
Nach den Olympischen Spielen 1976 beendete Gheorghe Berceanu seine internationale Ringerlaufbahn. Er hatte bereits während seiner Zeit bei Steaua Bukarest eine Sportlehrerausbildung absolviert und wurde ab 1976 Ringertrainer bei diesem Verein.
Im August 2022 starb er an den Folgen eines Herzinfarkts.

## Internationale Erfolge
| Jahr | Platz  | Wettbewerb                                      | Gewichtsklasse | Ergebnisse |
| 1967 | 1.     | Intern. Ringerturnier in Bukarest               | Fliegen        | vor Karaglin, UdSSR und Cornel Turturea, Rumänien |
| 1968 | 1.     | Balkan-Spiele in Constanța                      | Fliegen        | vor Zoltan Wachtler, Jugoslawien und Georgi Digisow, Bulgarien |
| 1969 | 1.     | Klippan-Turnier                                 | Papier         | vor Heinz Schmidt, DDR und Holte, Dänemark |
| 1969 | 1.     | WM in Mar del Plata                             | Papier         | mit Siegen über Baek Seung-hyun, Südkorea, Stefan Angelow, Bulgarien, Wladislaw Kustow, UdSSR und Rahim Aliabadi, Iran                                                        |
| 1969 | 1.     | Spartakiade der Armeen der soz. Staaten in Kiew | Papier         | |
| 1969 | 1.     | Intern. Turnier in Bukarest                     | Papier         | vor Henrik Gál, Ungarn und Sotirios Ventas, Griechenland |
| 1970 | 1.     | Intern. Turnier in Split                        | Papier         | vor Ferenc Seres, Ungarn und Nowicki, Polen |
| 1970 | 1.     | EM in Berlin (Ost)                              | Papier         | mit Siegen über Erwin Drywa, BRD, Henrik Gál, Todor Zamkow, Bulgarien, Bernard Szczepański, Polen und Lorenzo Calafiore, Italien                                              |
| 1970 | 1.     | WM in Edmonton                                  | Papier         | mit Siegen über Bernard Szczepański, Dale Kestel, USA, Baek Seung-hyun, Minami Haruya, Japan und Wladimir Subkow, UdSSR                                                       |
| 1971 | 1.     | Intern. Turnier in Constanta                    | Papier         | vor Wladimir Nezwetajew, UdSSR und Ion Gibu, Rumänien |
| 1971 | 3.     | Intern. Turnier in Warna                        | Papier         | hinter Stefan Angelow und Tschawka, UdSSR |
| 1972 | 1.     | Klippan-Turnier                                 | Papier         | vor Günter Maas, BRD, Bernd Drechsel, DDR und Stefan Angelow |
| 1972 | 1.     | "Nikola-Petrow"-Turnier in Sofia                | Papier         | vor Krastew, Bulgarien und Lorenzo Calfiore |
| 1972 | 1.     | EM in Kattowitz                                 | Papier         | mit Siegen über Bernard Szczepański, Xhelil Cibaka, Albanien, Winfrid Kaprol, DDR, Wladimir Subkow und. Stefan Angelow                                                        |
| 1972 | Gold   | OS in München                                   | Papier         | mit Siegen über Bernd Drechsel, Lennart Svensson, Schweden, Lorenzo Calfiore, Ferenc Seres, Ungarn, Wladimir Subkow und Rahim Aliabadi, Iran                                  |
| 1973 | 2.     | Intern. Turnier in Constanta                    | Papier         | hinter Constantin Alexandru, Rumänien und vor Fritz Schmidt, BRD |
| 1973 | 1.     | EM in Helsinki                                  | Papier         | mit einem Sieg über Ferenc Seres, einem Unentschieden gegen Pawel Christow, Bulgarien und Siegen über Raimo Hirvonen, Finnland und Wladimir Nezwetajew, UdSSR                 |
| 1973 | 1.     | Universitäten-WM in Moskau                      | Papier         | vor Alexei Schumakow, UdSSR und K. Statschkow, Bulgarien |
| 1975 | 1.     | Intern. Turnier in Galați                       | Papier         | vor Constantin Alexandru und Mircea Secosan, beide Rumänien und Salih Bora, Türkei                                                                                            |
| 1975 | 2.     | WM in Minsk                                     | Papier         | mit Siegen über Ferenc Seres, Aleksander Zajączkowski, Polen, Salih Bora und Stefan Angelow und einer Niederlage gegen Wladimir Subkow                                        |
| 1976 | Silber | OS in Montreal                                  | Papier         | mit Siegen über Mitchell Kowasaki, Kanada, Stefan Angelow, Dietmar Hinz, DDR, Yoshite Moriwaki, Japan und Aleksander Zajączkowski und einer Niederlage gegen Alexei Schumakow |

Anmerkungen: alle Wettbewerbe im griechisch-römischen Stil, OS = Olympische Spiele, WM = Weltmeisterschaft, EM = Europameisterschaft, Papiergewicht, damals bis 48 kg, Fliegengewicht, damals bis 52 kg Körpergewicht

## Rumänische Meisterschaften
Gheorghe Berceanu gewann insgesamt achtmal die rumänische Meisterschaft im griechisch-römischen Stil im Papier- bzw. Fliegengewicht.